# Animula seitzi
Animula seitzi är en fjärilsart som beskrevs av M.Gaede 1936. Animula seitzi ingår i släktet Animula och familjen säckspinnare. Inga underarter finns listade i Catalogue of Life.